# ماکسیمیلیان وایس
ماکسیمیلیان وایس (انگلیسی: Maximilian Weiß؛ زادهٔ ۲۲ ژوئن ۱۹۹۸) بازیکن فوتبال اهل آلمان است.
از باشگاه‌هایی که در آن بازی کرده‌است می‌توان به باشگاه فوتبال کارل زایس ینا اشاره کرد.